# Luis Alberto Monge
Luis Alberto Monge Álvarez (Alajuela, 29 de desembre de 1925 - San José, 29 de novembre del 2016) va ser el President de la República de Costa Rica (1982 - 1986) pel partit Partido Liberación Nacional (PLN).

## Fites de la seva administració
Va proclamar la neutralitat activa i perpètua de Costa Rica en els conflictes centreamericans. Va aconseguir estabilitzar l'economia del país implementant mesures externes i internes. Va tenir la iniciativa de dur a terme el Diàleg de San José, el 1983, que va permetre l'enfortiment de les relacions entre Europa i Amèrica Central.